# 2. česká hokejová liga 1998/1999
2. česká hokejová liga v sezóně 1998/1999 byla 6. ročníkem samostatné třetí nejvyšší české soutěže v ledním hokeji.

## Fakta
- 6. ročník samostatné třetí nejvyšší české hokejové soutěže
- Tým HC Papíroví Draci Šumperk uspěl v baráži o 1. ligu a postoupil do dalšího ročníku 1. ligy, zatímco HC Slovan Ústí nad Labem neuspěl.
- Nikdo nesestoupil do krajských přeborů, protože se všichni v baráži o 2. ligu udrželi.
- Prodeje licencí na 2. ligu: HC VHS Benešov do HC Příbram, SK Spolana Neratovice do HK Kralupy nad Vltavou, SK Karviná do HC Haná VTJ Kroměříž.

### Systém soutěže
Týmy byly rozděleny do dvou skupin podle geografické polohy.
Skupina A měla 18 týmů a celky v ní hrály systémem doma-venku. Poslední tři celky této skupiny musely svoji druholigovou příslušnost hájit v baráži, protože jinak by sestupovaly do krajských přeborů. První čtyři celky postupovaly do čtvrtfinále play-off, které se hrálo na dva vítězné zápasy. Play off bylo společné pro obě skupiny. Vítězové semifinále play off postupovali do baráže o 1. ligu.
Skupina B měla 14 celků. Ty se nejprve utkaly dvakrát každý s každým. Poté následovala nadstavbová část, do které postoupilo nejlepších 8 celků ze základní části. Do nadstavby, která se hrála dvoukolově, se započítávaly výsledky i z první části. Nejlepší čtyři celky postupovaly do čtvrtfinále play-off, které se hrálo na dva vítězné zápasy. Play off bylo společné pro obě skupiny. Vítězové semifinále play off postupovali do baráže o 1. ligu. Šestice nejhorších ze základní části hrála dvoukolově o udržení, se započítáním výsledků ze základní části. Poslední celek skupiny o udržení musel svoji druholigovou příslušnost hájit v baráži.

## Skupina A
| Vysvětlivka                    |
| ------------------------------ |
| Postup do čtvrtfinále play off |
| Tým vyřazen                    |
| Účastník baráže o 2. ligu      |

| Poř. | Tým                        | Z  | V  | R | P  | VG  | OG  | B  |
| ---- | -------------------------- | -- | -- | - | -- | --- | --- | -- |
| 1.   | HC Slovan Ústí nad Labem   | 34 | 25 | 6 | 3  | 173 | 71  | 56 |
| 2.   | HC Tábor                   | 34 | 21 | 4 | 9  | 139 | 92  | 46 |
| 3.   | TJ SC Kolín                | 34 | 20 | 5 | 9  | 146 | 114 | 45 |
| 4.   | HC ZVVZ Milevsko           | 34 | 20 | 4 | 10 | 130 | 91  | 44 |
| 5.   | HC Mladá Boleslav          | 34 | 19 | 5 | 10 | 138 | 86  | 43 |
| 6.   | HC Kobra Praha             | 34 | 18 | 4 | 12 | 113 | 95  | 40 |
| 7.   | HC Klášterec nad Ohří      | 34 | 17 | 6 | 11 | 132 | 123 | 40 |
| 8.   | NED Hockey Nymburk         | 34 | 15 | 5 | 14 | 117 | 100 | 35 |
| 9.   | TJ Slovan Děčín            | 34 | 15 | 4 | 15 | 116 | 91  | 34 |
| 10.  | HC Lev Hradec Králové      | 34 | 14 | 5 | 15 | 104 | 99  | 33 |
| 11.  | HC ČKD Slaný               | 34 | 13 | 4 | 17 | 124 | 147 | 30 |
| 12.  | SK Spolana Neratovice      | 34 | 12 | 6 | 16 | 106 | 134 | 30 |
| 13.  | HC VHS Benešov             | 34 | 14 | 1 | 19 | 116 | 151 | 29 |
| 14.  | HC Prima Rokycany          | 34 | 12 | 5 | 17 | 123 | 146 | 29 |
| 15.  | HC Baník Most              | 34 | 13 | 2 | 19 | 116 | 151 | 28 |
| 16.  | HC SOH Benátky nad Jizerou | 34 | 10 | 3 | 21 | 87  | 147 | 23 |
| 17.  | HC Baník CHZ Sokolov       | 34 | 5  | 4 | 25 | 100 | 174 | 14 |
| 18.  | HC Strakonice              | 34 | 5  | 3 | 26 | 65  | 160 | 13 |

## Skupina B

### Základní část
| Vysvětlivka       |
| ----------------- |
| Nadstavbová část  |
| Skupina o udržení |

| Poř. | Tým                       | Z  | V  | R | P  | VG  | OG  | B  |
| ---- | ------------------------- | -- | -- | - | -- | --- | --- | -- |
| 1.   | HC Ytong Brno             | 26 | 17 | 5 | 4  | 110 | 54  | 39 |
| 2.   | TJ Nový Jičín             | 26 | 18 | 3 | 5  | 92  | 59  | 39 |
| 3.   | HC Papíroví Draci Šumperk | 26 | 18 | 2 | 6  | 120 | 47  | 38 |
| 4.   | HC Rondo Brno             | 26 | 14 | 6 | 6  | 118 | 80  | 34 |
| 5.   | HK Poruba                 | 26 | 14 | 6 | 6  | 95  | 72  | 34 |
| 6.   | HC TJ Šternberk           | 26 | 12 | 3 | 11 | 85  | 77  | 27 |
| 7.   | HC Uherské Hradiště       | 26 | 10 | 7 | 9  | 77  | 80  | 27 |
| 8.   | SK Karviná                | 26 | 10 | 6 | 10 | 89  | 89  | 26 |
| 9.   | HC Přerov                 | 26 | 10 | 5 | 11 | 87  | 92  | 25 |
| 10.  | HC Frýdek-Místek          | 26 | 8  | 7 | 11 | 70  | 93  | 25 |
| 11.  | HC Žďár nad Sázavou       | 26 | 7  | 6 | 13 | 78  | 84  | 20 |
| 12.  | HC Orlová                 | 26 | 6  | 3 | 17 | 81  | 100 | 15 |
| 13.  | HC Uničov                 | 26 | 3  | 5 | 18 | 58  | 124 | 11 |
| 14.  | HC Adelard Kopřivnice     | 26 | 1  | 4 | 21 | 40  | 149 | 6  |

### Nadstavba
| Vysvětlivka                    |
| ------------------------------ |
| Postup do čtvrtfinále play off |
| Tým vyřazen                    |

| Poř. | Tým                       | Z  | V  | R | P  | VG  | OG  | B  |
| ---- | ------------------------- | -- | -- | - | -- | --- | --- | -- |
| 1.   | HC Papíroví Draci Šumperk | 40 | 29 | 3 | 8  | 194 | 77  | 61 |
| 2.   | HC Ytong Brno             | 40 | 25 | 7 | 8  | 163 | 87  | 57 |
| 3.   | TJ Nový Jičín             | 40 | 24 | 6 | 10 | 137 | 108 | 54 |
| 4.   | HC Rondo Brno             | 40 | 19 | 9 | 12 | 166 | 140 | 47 |
| 5.   | HC TJ Šternberk           | 40 | 19 | 4 | 17 | 140 | 120 | 42 |
| 6.   | HK Poruba                 | 40 | 16 | 9 | 15 | 128 | 124 | 41 |
| 7.   | SK Karviná                | 40 | 17 | 6 | 17 | 143 | 145 | 40 |
| 8.   | HC Uherské Hradiště       | 40 | 13 | 8 | 19 | 106 | 149 | 34 |

### O udržení
| Vysvětlivka               |
| ------------------------- |
| Tým vyřazen               |
| Účastník baráže o 2. ligu |

| Poř. | Tým                   | Z  | V  | R | P  | VG  | OG  | B  |
| ---- | --------------------- | -- | -- | - | -- | --- | --- | -- |
| 9.   | HC Frýdek-Místek      | 36 | 15 | 9 | 12 | 118 | 115 | 39 |
| 10.  | HC Přerov             | 36 | 14 | 6 | 16 | 130 | 132 | 34 |
| 11.  | HC Žďár nad Sázavou   | 36 | 13 | 6 | 17 | 130 | 120 | 32 |
| 12.  | HC Orlová             | 36 | 10 | 5 | 21 | 117 | 141 | 25 |
| 13.  | HC Uničov             | 36 | 6  | 6 | 24 | 89  | 177 | 18 |
| 14.  | HC Adelard Kopřivnice | 36 | 3  | 6 | 27 | 70  | 196 | 12 |

## Play off

### Čtvrtfinále
- HC Slovan Ústí nad Labem – HC Rondo Brno 2:1 (1:5, 3:1, 5:1)
- HC Ytong Brno – TJ SC Kolín 2:0 (5:3, 8:2)
- HC Papíroví Draci Šumperk – HC ZVVZ Milevsko 2:0 (4:2, 2:1)
- HC Tábor – TJ Nový Jičín 2:0 (2:1 SN, 4:3)

### Semifinále
- HC Slovan Ústí nad Labem – HC Ytong Brno 2:1 (4:3 P, 2:3 P, 5:2)
- HC Papíroví Draci Šumperk – HC Tábor 2:1 (2:3, 6:3, 5:1)

Týmy Ústí nad Labem a Šumperka postoupily do baráže o 1. ligu.

## Baráž o 2. ligu

### 1. kolo
- TJ Lokomotiva Veselí nad Lužnicí (přeborník Jihočeského přeboru) – HC Klatovy (přeborník Západočeského přeboru) 3:0, 0:5
- HC Slovan Louny (přeborník Severočeského přeboru) – HC Hvězda Praha (přeborník Pražského přeboru) 1:6, 1:3
- TJ Slavoj Velké Popovice (přeborník Středočeského přeboru) – HC Jaroměř (přeborník Východočeského přeboru) 3:5, 0:6
- HC Haná VTJ Kroměříž (přeborník Jihomoravského přeboru) – HC Strojsvit Krnov (přeborník Severomoravského přeboru) 4:1, 5:0

### 2. kolo
- HC SOH Benátky nad Jizerou – HC Klatovy 9:0, 3:3
- HC Baník CHZ Sokolov – HC Hvězda Praha 6:6, 4:1
- HC Strakonice – HC Jaroměř 4:2, 2:2
- HC Adelard Kopřivnice – HC Haná VTJ Kroměříž 5:2, 4:1